# デニーズ・ミーナ
デニーズ・ミーナ（Denise Mina、1966年 - ）は、スコットランドのグラスゴー出身の推理作家、劇作家。
『扉の中』から始まるガーネットヒル三部作や、グラスゴーのジャーナリスト、パトリシア・ミーハン（通称：パディ）が主人公の小説3作などを発表している。「タータン・ノワール」と呼ばれるスコットランド風のミステリのほか、コミック『ヘルブレイザー』の原作などを執筆している。2006年から演じられている劇作品も好評を得ている。
パディ・ミーハン・シリーズの第1作"The Field Of Blood" は、BBCによって映像化され2011年に放送された（出演はジェイド・ジョンソン、ピーター・カパルディ、デビッド・モリシー他）。

## 経歴
1966年、グラスゴーに生まれる。エンジニアである父の仕事の都合で、18年間でパリ、オランダのデン・ハーグ、ロンドン、スコットランド、ノルウェーのベルゲンなど通算21回引越しをした。16歳の時に高校を中退し、バーのメイドやコックなど様々な仕事を経験する。食肉加工場でも働いたことがある。大学進学前には、看護助手として老人やターミナルケア患者の世話をした。
1990年代、ストラスクライド大学で犯罪学や刑法を教えながら、精神疾患を抱えた女性犯罪者についての論文執筆の調査中に、処女作『扉の中』（原題：Garnelhill ）の執筆を決めた。同作は1998年にトランスワールド社から刊行されると、CWA賞のジョン・クリーシー・ダガー賞（最優秀新人賞）を受賞した。
現在もグラスゴーで暮らしている。

## 作品リスト

### 小説

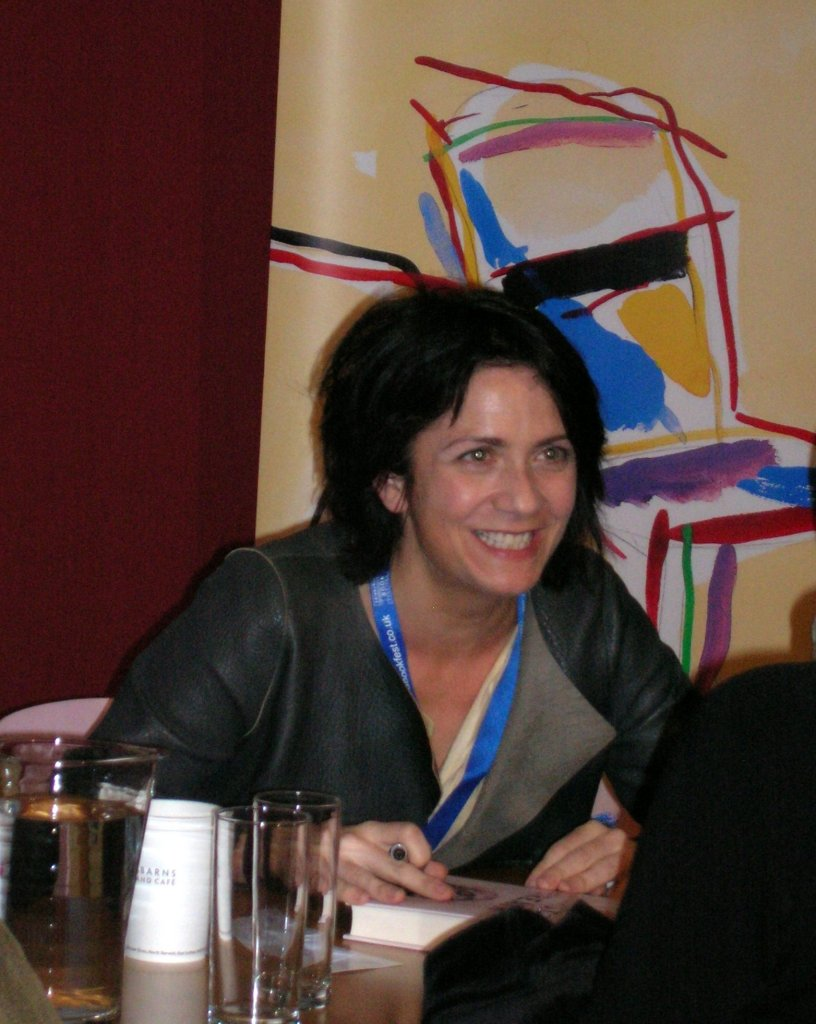
エディンバラ国際ブックフェスティバルにて著書にサインをするデニーズ・ミーナ

#### ガーネットヒル三部作
- Garnethill (1998)
  - 扉の中（1999年11月、早川書房、松下祥子訳）
- Exile (2000)
- Resolution (2001)

#### パトリシア（パディ）・ミーハン・シリーズ
- The Field of Blood (2005)
- The Dead Hour (2006)
- The Last Breath (2007) - アメリカでのタイトルは"Slip of the Knife"

#### アレックス・モロー・シリーズ
- Still Midnight (2009)
- The End of the Wasp Season (2010)
- Gods and Beasts (2012)
- The Red Road (2013)

#### その他
- Sanctum (2003) - アメリカでのタイトルは"Deception"

### コミック
- ヘルブレイザー（216話〜228話、DCコミックス、2006 – 2007）
  - 216話〜222話 "Empathy is the Enemy"
  - 223話〜228話 "The Red Right Hand"